# Inês Teotónio Pereira
Inês Dória Nóbrega Teotónio Pereira Bourbon Ribeiro (14 de dezembro de 1971) é uma jornalista e política portuguesa.

## Carreira
Jornalista, cronista e licenciada em Direito. Publicou dois livros: "A um metro do chão"e "Amor de mãe" e autora do blog "A um metro do chão".
Foi deputada à XII Legislatura pelo CDS-PP de 20 de junho de 2011 a 22 de outubro de 2015. Pertenceu a várias Comissões Parlamentares. Anunciou a desfiliação do CDS-PP em outubro de 2021, por divergências com a direção do partido liderada por Francisco Rodrigues dos Santos.

## Vida pessoal
Oitava de nove filhos e filhas de João de Bettencourt Teotónio Pereira (Lisboa, 13 de outubro de 1927 - Lisboa, 21 de julho de 2006), bisneto dum Alemão Nobre Herrmann von Boetischer, e de sua mulher (Lisboa, 20 de novembro de 1958) Maria Teresa Pinto Coelho Dória Nóbrega (Lisboa, 15 de outubro de 1936).
Casou com Salvador Bourbon Ribeiro (29 de julho de 1973), com quem tem seis filhos.